# Kleingebiet Nagykáta
Das Kleingebiet Nagykáta (ungarisch Nagykátai kistérség) war bis Ende 2012 eine ungarische Verwaltungseinheit (LAU 1) im Osten des Komitats Pest in Mittelungarn. Während der Verwaltungsreform 2013 erfuhr das Gebiet keine Änderungen, alle 16 Ortschaften wurden in den Kreis Nagykáta (ungarisch Nagykátai járás) überführt.
Im Jahre 2009 lebten 76.909 Einwohner auf einer Fläche von 712 km². Die Bevölkerungsdichte betrug 108 Einwohner pro km² und lag damit weit unter dem Komitatsdurchschnitt.
Der Verwaltungssitz befand sich in der Stadt Nagykáta (12.576 Ew.), Tápiószele (5.992 Ew.) besaß ebenfalls das Stadtrecht. Drei Großgemeinden (ungarisch nagyközség) hatten jeweils mehr als 5.000 Einwohner: Sülysáp, Tápiószecső und Tápiószentmárton. Sie hatten zusammen mit den 11 Gemeinden (ungarisch község) eine durchschnittliche Einwohnerzahl von 3.971 (auf je 42,25 km²).

## Ortschaften
| Farmos      | Kóka             | Mende           | Nagykáta        |
| Pánd        | Sülysáp          | Szentlőrinckáta | Szentmártonkáta |
| Tápióbicske | Tápiógyörgye     | Tápióság        | Tápiószecső     |
| Tápiószele  | Tápiószentmárton | Tóalmás         | Úri             |